# Pyrota palpalis
Pyrota palpalis là một loài bọ cánh cứng trong họ Meloidae. Loài này được Champion mô tả khoa học năm 1885.